# Олівер Тамаш
Олівер Тамаш (угор. Tamás Olivér; нар. 14 квітня 2001, Солотвино, Закарпатська область, Україна) — угорський футболіст, центральний захисник «Фегевара», який виступає в оренді за «Пакш».

## Клубна кар'єра
У 2008 році почав навчатися азам футболу в «Академії Дальнока». З 2012 по 2018 рік виступав за акадеію «Ференцвароша», але в 2017 році протягом півроку захищав кольори «Дунакеша». Також виступав за дорослу команду «Дунакеша», у складі якої виходив на поле ав 7-ми матчах. Він отримав диплом «Академії Відеотона» у 2018 році, визнавався найкращим футболістом у віковій категорії U-19 за підсумками голосування тренерів у сезоні 2018/19 років. Потім виступав за резервну команду клубу, а в 2019 році поїхав на тернувальні збори разом з основним складом «Фегевара», де грав у товариських матчах. Дебютував за першу команду «Фегевара» 19 лютого 2020 року в поєдинку кубку Угорщини проти «Уйпешта». Олівер вийшов на поле в стартовому складі та відіграв увесь матч. Поєдинок завершився з рахунком 1:0 а користь команди Тамаша, а сам гравець відзначився гольовою передачею. 20 травня того ж року дебютував у чемпіонаті Угорщини в поєдинку проти «Мезйокйовешда», знову вийшовши у стартовому складі.
У серпні 2020 року разом з Адамом Халмаї орендований на півроку «Будайоршем». За новий клуб дебютував у поєдинку другого дивізіону проти «Дебрецена». 16 серпня відзначився своїм першим голом у дорослому футболі проти «Дьїрмота», влучно вдаривши по воротах команди-суперниці з відстані 35 метрів на 80-ій хвилині. Наприкінці січня 2021 року відправився в чергову оренду, цього разу до «Пакша», розраховану до завершення сезону 2021/22 років. 31 січня 2021 року дебютував за «Пакш» в нічийному (4:4) поєдинку чемпіонату Угорщини проти «Залаегерсега».

## Кар'єра в збірній
У футболці юнацької збірної Угорщини (U-19) дебютував 2019 року. У березні 2021 року головний тренер Золтан Гера викликав його до збірної Угорщини на молодіжний чемпіонат Європи 2021 року.

## Статистика виступів

### Клубна
Станом на 14 березня 2021 року
| Клуб              | Сезон               | Чемпіонат         | Чемпіонат | Чемпіонат | Кубок | Кубок | УЄФА  | УЄФА | Інші  | Інші | Загалом | Загалом |
| Клуб              | Сезон               | Сезон             | Матчі     | Голи      | Матчі | Голи  | Матчі | Голи | Матчі | Голи | Матчі   | Голи    |
| ----------------- | ------------------- | ----------------- | --------- | --------- | ----- | ----- | ----- | ---- | ----- | ---- | ------- | ------- |
| «Фегевар II»      | Друга ліга Угорщини | 2018–19           | 10        | 0         | —     | —     | —     | —    | —     | —    | 10      | 0       |
| «Фегевар II»      | Друга ліга Угорщини | 2019–20           | 11        | 0         | —     | —     | —     | —    | —     | —    | 11      | 0       |
| «Фегевар II»      | Загалом             | Загалом           | 21        | 0         | 0     | 0     | 0     | 0    | 0     | 0    | 21      | 0       |
| «Фегевар»         | Чемпіонат Угорщини  | 2019–20           | 1         | 0         | 2     | 0     | 0     | 0    | —     | —    | 3       | 0       |
| «Фегевар»         | Загалом             | Загалом           | 1         | 0         | 2     | 0     | 0     | 0    | 0     | 0    | 3       | 0       |
| «Будайорш»        | Перша ліга Угорщини | 2020–21           | 9         | 1         | 1     | 0     | —     | —    | —     | —    | 10      | 1       |
| «Будайорш»        | Загалом             | Загалом           | 9         | 1         | 1     | 0     | 0     | 0    | 0     | 0    | 10      | 1       |
| «Пакш»            | Перша ліга Угорщини | 2020–21           | 8         | 0         | 0     | 0     | —     | —    | —     | —    | 8       | 1       |
| «Пакш»            | Загалом             | Загалом           | 8         | 0         | 0     | 0     | 0     | 0    | 0     | 0    | 8       | 0       |
| Усього за кар'єру | Усього за кар'єру   | Усього за кар'єру | 39        | 1         | 3     | 0     | 0     | 0    | 0     | 0    | 41      | 1       |

## Досягнення
- Найкращий гравець «Відеотона U-19» за результатами голосування тренерів: 2018/19[18]